# 婁馬奇奎塔 (加利福尼亞州)
洛馬奇奎塔（英語：Loma Chiquita）是位於美國加利福尼亞州聖塔克拉拉縣的一個非建制地區。該地的面積和人口皆未知。

## 地理
洛馬奇奎塔的座標為37°06′18″N 121°49′25″W / 37.10500°N 121.82361°W，而該地的平均海拔高度為124米（即407英尺）。